# Gura Bordului
Gura Bordului – wieś w Rumunii, w okręgu Hunedoara, w gminie Lunca Cernii de Jos. W 2011 roku liczyła 58 mieszkańców.